# Мэйс, Билли
Уи́льям (Би́лли) Дэ́ррел Мэйс — младший (англ. William Darrell "Billy" Mays Jr.; 20 мая 1958, Мак-Кис-Рокс, Пенсильвания, США — 28 июня 2009, Тампа, Флорида, США) — американский промоутер, основатель и СЕО Mays Promotions, Inc.. За время работы на телевидении продвигал многочисленные чистящие и бытовые средства; среди них компании «Fix-It», «OxiClean», «Orange Glo», «Kaboom», «Zorbeez». Мейс утверждал, что был заядлым пользователем продуктов, которые он рекламировал.

## Биография

### Ранние годы
Мэйс родился в Мак-Кис-Рокс, штат Пенсильвания, и вырос в соседнем Питтсбурге. Он учился в средней школе Сто-Рокс (англ. Sto-Rox High School), а затем в Университете Западной Вирджинии. Спустя непродолжительное время, Уильям бросил учёбу и стал работать в фирме своего отца.

### Начало карьеры
В 1983 году переехал в Атлантик-Сити, штат Нью-Джерси, вместе со своим школьным другом. Тогда же Мэйс стал продавать различные товары прохожим.

### Работа на телевидении
В 1993 году Билли Мэйс познакомился с Максом Аппелем, основавшим компанию «Orange Glo International» [О́ранж Гло Интэрне́шнл], после чего тот нанял его на работу телевизионным промоутером его бренда. Мэйс занимался продвижением компании Аппеля на канале Home Shopping Network. Билли полюбился многим телезрителям, и продажи бренда резко возросли. В то же время, некоторым его манера продвижения товара показалась несколько резкой и грубой.

### Смерть
До своей смерти Мэйс подписал контракт с сетью ресторанов «Taco Bell» на съёмку в рекламном фильме. Начало съёмочного процесса было запланировано на август 2009 года, однако этому помешала его скоропостижная смерть. Он умер в своём доме в Тампе, Флорида от сердечной недостаточности; тело промоутера обнаружила его жена.